# Johann Vierdanck
Johann Vierdanck (ur. ok. 1605, pochowany 1 kwietnia 1646 w Stralsundzie)  – niemiecki kompozytor i organista.

## Życiorys
Urodził się pod Dreznem, pochodził z rodziny muzycznej. Od 1615 był członkiem drezdeńskiego chóru chłopięcego, kształcił się u Heinricha Schütza. Innym jego nauczycielem był przebywający w Dreźnie włoski kompozytor i skrzypek-wirtuoz Carlo Farina, którego wpływy są zauważalne zwłaszcza w instrumentalnych kompozycjach Vierdancka.
Po wyjeździe z Drezna Vierdanck działał m.in. w Lubece i Kopenhadze; od roku 1635 zamieszkał w Stralsundzie, gdzie do śmierci działał jako organista przy tamtejszym kościele Mariackim.

## Twórczość
Vierdanck pisał utwory instrumentalne (sonaty, capriccia i tańce, m.in. pavany) oraz wokalne (motety, kantaty, koncerty wokalne).

## Dyskografia
- Charles Geyer & Barbara Butler – With Clarion Voice (10. Capriccio No 4 for 3 trumpets, 11. Capriccio No 5 for 3 trumpets), D'note Classics, DND1026
- Concerto Palatino – Batailles (8. Capriccio No. 17 à 3), Atma Classique, ACD22312
- Ensemble Weser-Renaissance Bremen – Hanseatic Wedding Motets (19. Capriccio à 3, 20. Hochzeit-Freude "Ich frewe mich in Herren"), Cpo Records, CPO 999 396-2
- His Majesty's Sagbutts and Cornetts Grand Tour – Music from 16th- & 17th-century Italy, Spain and Germany (19. Sonata 31 "Als ich einmal Lust bekam", 20. Sonata 28), Hyperion UK, CDH55344
- Innsbrucker Capellknaben – Machet die Tore Weit, (4. Ich verkündige euch große Freude), Tyrolis, CD 351 355
- London Baroque – The Trio Sonata in 17th Century-Germany (1-4. Suite in A major), BIS Records, BIS-CD-1545
- Musica Antiqua Köln – Musica Baltica (6. Capriccio in d-minor for 2 Violins, 7. Capriccio in d-minor for 3 Violins and Basso continuo), Archiv Produktion 459 619-2
- Musica Fiata Köln – Musik der Stadtpfeifer (7. Sonata a 4), BMG Ariola Classics, BMG GD 77 236 QH
- Musica Fiata Köln – Musik für das Bürgertum (4. Sonata Nr. 31 "Als ich einmal Lust bekam", 6. Capriccio mit 2 Cornettinen oder Violinen, 12. Sonata a 4), Deutsche Harmonia Mundi, HMD 77183
- Musica Fiorita – Musik und Poesie aus der Zeit des Dreissigjährigen Krieges (5. Capriccio Nr. 17, 7. Singet dem Herrn). Ars musici, AM232262
- Netherlands Bach Society – Angels & Shepherds a 17th Century Christmas (14. Ich verkündige euch grosse Freude)
- Parnassi musici – Johann Vierdanck: Capricci, Canzoni & Sonatas, Cpo Records, CPO 777 205-2
- Treble Chorus of New England – Rejoice & Sing Christmas Music (3. Lo, I Bring Joyful Tidings), Afka, AFK 510